# 千歳大野道路
千歳大野道路（ちとせおおのどうろ）は、大分県豊後大野市千歳町新殿から同市大野町田中に至る延長8.7kmの国道57号バイパスである。2008年3月22日に開通した。地域高規格道路である中九州横断道路を構成する道路。自動車専用道路である。

## 概要
- 起点：大分県豊後大野市千歳町新殿
- 終点：大分県豊後大野市大野町田中
- 全長：8.7km
- 規格：第1種第3級
- 道路幅員：20.5m
- 車線数：暫定2車線
- 設計速度：80km/h

## インターチェンジなど
- 千歳IC
- 大野東IC
- 大野IC

## 沿革
- 2005年4月13日 :一般国道57号改築工事（中九州横断道路「犬飼千歳道路及び千歳大野道路」新設工事・犬飼インターチェンジから大野インターチェンジまで）並びにこれに伴う町道及び村道付替工事について国土交通大臣より土地収用法に基づく事業認定が公示される[1]。
- 2008年3月22日 :全線開通する。
- 2016年4月1日 : 平行する国道57号線が大分県道57号竹田犬飼線に指定替えされる。